# حزب کمونیست بلاروس
حزب کمونیست بلاروس (به روسی: Коммунистическая партия Беларуси) (اختصاری  KPB) یکی از احزاب بلاروس است که در سال ۱۹۹۶ توسط طرفداران اتحاد جماهیر شوروی تأسیس شد. در حال حاضر حزب کمونیست بلاروس در مجلس این کشور توانسته‌است، تعداد ۸ کرسی از ۱۱۰ کرسی مجلس ملی را به خود اختصاص دهد. ایدئولوژی آن مارکسیسم بوده و دبیرکل فعلی آن ایگور کارپنکو می‌باشد.

## تاریخ
پس از فروپاشی اتحاد جماهیر شوروی در سال ۱۹۹۰_۱۹۹۱، طرفداران تفکرات مارکسیست و لنین، تصمیم گرفتند تا با ایجاد حزبی جدید قدرت از دست رفته کمونیست‌ها را به بلاروس برگردانند.
این تلاش‌ها سبب شد تا در سال ۱۹۹۶ تشکیلاتی با نام حزب کمونیست بلاروس، توسط سیاستمداران روس گرا تأسیس شود.
کاملاً مشخص بود که این حزب با توجه به فروپاشی شوروی با اقبال عمومی مواجه نشود، با این حال کمونیست‌های بلاروس موفق شده‌اند حدود ۶۰۰۰ عضو فعال جذب کنند.

### مسائل داخلی
اختلاف نظر با احزاب دیگر: در تاریخ ۱۵ ژوئیه ۲۰۰۶، افرادی پیشنهاد کردند که این حزب با PKB متحد شده و با توجه به گرایش هر دو حزب به کمونیست و سوسیالیست، اهداف مشترکی را دنبال کنند.
این پیشنهاد با مخالفت سرگی کالیاکین نامزد ریاست جمهوری وقت و عضو حزب کمونیست بلاروس مواجه شد، چرا که وی عقیده داشت این برنامه ایست تا دشمنان مارکسیست‌ها به کمک KGB، ماهیت کمونیست‌های واقعی این کشور را از بین برده و ما را غربی کنند.
حمایت از لوکاشنکو: در سال ۲۰۱۲ حزب کمونیست بلاروس پس از جلسات متعدد به اجماع رسیدند. حاصل این توافق کلی این بود که حمایتی قاطعانه از الکساندر لوکاشنکو داشته باشند، این اقدام سبب شد تا نامزد مورد نظر آن‌ها پس از انتخاب، ۱۷ کرسی شورای عالی بلاروس را به این حزب اختصاص دهد.

### مسائل خارجی
از سال ۲۰۱۲ تشکیلات حزب تصمیم گرفتند تا با برقراری روابط گسترده با احزاب کمونیست در سراسر جهان بخصوص بلوک شرق، روابطی دوستانه و نزدیک با تشکیلات همسو داشته باشند. برگزاری اجلاس کمونیست‌ها از جمله این اقدامات مهم بود.

## آمار
به‌طور کلی حزب کمونیست بلاروس در سال‌های اخیر با روندی یکسان، تعداد یکسانی از کرسی‌های مجلس ملی را از آن خود کرده‌است. هر چند در چند سال اخیر با توجه به نزدیکی نسل جدید بلاروس به کمونیست‌ها، رگه‌هایی از محبوبیت آن‌ها در بین مردم نمایان شده‌است.
جدول زیر تعداد صندلی‌های این حزب را در انتخابات مختلف نشان می‌دهد.
| نتیجه حزب کمونیست بلاروس در انتخابات ادوار مختلف |                 |                    |                |      |                |
| سال                                              | # ofکل آرای حزب | % of درصد آرای حزب | # تعداد کرسی‌ها | +/–  | رهبر وقت       |
| سال ۲۰۰۴                                         | ???? (#۱)       | ???                | ۸ از ۱۱۰       | 2    | تاتیانا گلوبوا |
| سال ۲۰۰۸                                         | ???? (#۱)       | ???                | ۶ از ۱۱۰       | کاهش | تاتیانا گلوبوا |
| سال ۲۰۱۲                                         | ???? (#۱)       | ???                | ۳ از ۱۱۰       | کاهش | ایگور کارپنکو  |
| ۲۰۱۶                                             | ۳۸۰٬۷۷۰ (#۱)    | ۷٫۴۰               | ۸ از ۱۱۰       | 5    | ایگور کارپنکو  |